# Krypto CEG
Krypto CEG, opera av Jonas Sjöstrand med libretto av Kimmo Eriksson som handlar om kodknäckaren Arne Beurling. Verket beställdes av kammarmusikerutbildningen vid Mälardalens högskola i Västerås och uruppfördes i Västerås konserthus 2005.